# Chris Burney
Chris Burney, pseudonimo di Christopher Van Malmsteen (Wichita Falls, 25 maggio 1969), è un chitarrista e cantante statunitense.
Ha il ruolo di seconda voce e chitarrista d'accompagnamento nella pop punk band Bowling For Soup.

## Origini
Chris Van Malmsteen (soprannome che deriva dal chitarrista svedese Yngwie Malmsteen) fece parte come chitarrista nei primi anni '90 dei The Persecuted, una band di Wichita Falls; dopodiché, nel 1994, fonda i Bowling For Soup con Jaret Reddick, Erik Chandrel e Lance Morril.